# Лондон-Юстон (станция)
Железнодорожная станция Юстон (англ. Euston /ˈjuːstən/, также Юстонский вокзал, Лондон-Юстон) — железнодорожный вокзал в центральной части Лондона, в районе Камден, управляемый Network Rail. Является южным окончанием магистрали Западного побережья, самой загруженной железной дороги Великобритании. Юстон — пятая по загруженности станция Великобритании и самый загруженный междугородний пассажирский терминал страны, откуда поезда уходят в Уэст-Мидлендс, Северо-Западную Англию, Северный Уэльс и Шотландию. Междугородние экспресс-перевозки пассажиров осуществляются компанией Avanti West Coast, ночные перевозки в Шотландию — компанией Caledonian Sleeper. Компании West Midlands Trains и London Overground осуществляют региональные и пригородные перевозки.
Из Юстона поезда ходят в крупные города Бирмингем, Манчестер, Ливерпуль, Глазго и Эдинбург. Также это основная станция для поездов в Холихед, откуда отправляются паромы до Дублина (Ирландия). Пригородные поезда London Overground используют Уотфордскую линию, электрифицированную постоянным током, которая проходит параллельно магистрали Западного побережья до станции Уотфорд-Джанкшен. Станция метро Юстон имеет прямые выходы в главный зал вокзала, а станция метро Юстон-Сквер находится недалеко от вокзала. Вокзалы Кингс-Кросс и Сент-Панкрас находятся примерно в 1 км на восток по Юстон-роуд.
Юстон был первым междугородним железнодорожным вокзалом Лондона. Место для станции подобрали Джордж и Роберт Стефенсоны. Первое здание вокзала спроектировалФилип Хардвик, строительство вёл Уильям Кубитт. Отличительной чертой здания вокзала была арка над входом. Вокзал открылся 20 июля 1837 года как конечная остановка железной дороги Лондон — Бирмингем (L&BR). После объединения L&BR с другими компаниями и образования Лондонской и Северо-Западной железной дороги (LNWR) вокзал был расширен, вместо первоначальных навесов в 1849 году был построен Большой зал. Количество перронов на протяжении XIX века постепенно выросло с двух до пятнадцати. В середине 1960-х годов для электрификации магистрали Западного побережья вокзал был полностью перестроен, в том числе были снесены арки и Большой зал. Архитектурное решение обновленного вокзала до сих пор вызывает критику. В будущем Юстон должен стать конечной станцией планируемой железной дороги High Speed 2, и в настоящее время ведутся работы по модернизации вокзала.

## Название и расположение
Станция названа в честь Юстон-холла в Суффолке, родового поместья герцогов Графтон (они же графы Юстон), главных землевладельцев в этом районе в середине XIX века.
Юстон находится в районе Камден в стороне от Юстон-сквер и Юстон-роуд на внутренней кольцевой дороге Лондона между Кардингтон-стрит и Эвершолт-стрит. Это одна из 19 станций в стране, которыми управляет Network Rail/ По состоянию на 2016 год Лондон-Юстон — пятая по загруженности станция в Великобритании (после Лондон-Ватерлоо, Лондон-Виктория, Ливерпуль-Стрит и Лондон-Бридж) и самый загруженный междугородний пассажирский терминал в стране. Он также занимает шестое место по загруженности среди вокзалов Лондона по количеству пассажиров. Прямо напротив главного входа находится автовокзал Юстон.

## История
Юстон был первым междугородним железнодорожным вокзалом Лондона. Он открылся 20 июля 1837 года как конечная остановка железной дороги Лондон — Бирмингем (L&BR). Старое здание вокзала было снесено в 1960-х годах и заменено нынешним зданием в интернациональном стиле.
Место для станции в 1831 году подобрали инженеры компании L&BR Джордж и Роберт Стефенсоны. В то время местность представляла собой сельскохозяйственные угодья на окраине расширяющегося города. Место строительства примыкало к Новой дороге (ныне Юстон-роуд), что привело к быстрой урбанизации.
Станция и железная дорога принадлежали L&BR с 1837 по 1846 год, затем с 1846 по 1923 год — её правопреемнице, Лондонской и Северо-Западной железной дороге (LNWR). После консолидации в 1923 году станция перешла в состав London, Midland and Scottish Railway (LMS), а после национализации в 1948 году — в состав British Railways. После приватизации с 1994 по 2002 год вокзалом управляла Railtrack, а после 2002 года —Network Rail.

### Старая станция
Строительством первой станции руководил Уильям Кубитт. По первоначальному плану предполагалось обустроить станцию у Риджентс-канала в Ислингтоне, что обеспечило бы транспортную связь с лондонским портом. Однако Роберт Стефенсон предложил альтернативное место возле Мраморной арки, но временный комитет от этого варианта отказался. Другим местом для конечной станции была выбрана Мэйден-лейн, однако в 1832 году предложение отклонила палата лордов. На следующий год Стефенсон получил разрешение на строительство терминала в Камден-Тауне, а затем в 1834 году было одобрено продолжение линии до Юстон-Гроув.
Первые поезда отправлялись от Юстона трижды в день и прибывали в Боксмур чуть более чем через час. 9 апреля 1838 года линия достигла временной станции Денби-Холл возле Блетчли, откуда на дилижансе можно было добраться до Регби. Постоянное движение до станции Керзон-Стрит в Бирмингеме открылось 17 сентября 1838 года. Протяжённость маршрута составила 180 км, время в пути — около 5 ч 15 мин.
От Камден-Тауна начинался спуск до Юстона, пересекавший Риджентс-канал. Требуемый уклон составлял более 1 к 68. Поскольку паровые поезда того времени не могли преодолеть такой уклон, до 1844 года их тащили тросами в сторону Камдена, после чего присоединяли к паровозу. Закон, одобрявший строительство дороги, запрещал использование локомотивов в районе Юстона из-за опасений местных жителей по поводу шума и дыма.
Первое здание вокзала спроектировано в классическом стиле архитектором Филипом Хардвиком. Навес над путями длиной 61 м создал инженер-строитель Чарльз Фокс. Станция имела два перрона длиной 130 м, по одному для прибывающих от отправляющихся поездов. Портик главного входа, известный как Юстонская арка, также был спроектирован Хардвиком и символизировал появление новой крупной транспортной системы, а также рассматривался как «ворота на север». Строение имело 22 м в высоту. Верхняя часть опиралось на четыре полые дорические колонны высотой 13,5 м и диаметром у основания 2,6 м, изготовленные из камня. Колонны стали крупнейшими в своём роде. Вокзал был построен в мае 1838 года и стоил 35 000 фунтов стерлингов (3 175 млн фунтов стерлингов в ценах 2017 года).
У Юстона были построены первые железнодорожные отели Лондона. Две гостиницы, спроектированные Хардвиком, открылись в 1839 году. Они расположились по обе стороны от арки: на западе — Виктория, только с базовыми удобствами; на востоке — Юстон, для пассажиров первого класса.
По мере увеличения трафика станция быстро развивалась. С 1838 по 1841 год нагрузка на неё увеличилась с 2 700 до 52 000 посылок в месяц. К 1845 году станцию обслуживало 140 человек, а поезда начали опаздывать из-за нехватки места у перронов. В 1846 году на пустыре к западу от станции были построены две новые платформы (позже пронумерованные 9 и 10), зарезервированные для поездов Great Western Railway. В том же году L&BR вместе с железной дорогой Манчестер — Бирмингем и Grand Junction Railway сформировала Лондонскую и Северо-Западную железную дорогу (LNWR) со штаб-квартирой в Юстоне, для размещения которой был построен административный блок между аркой и платформами.
Инфраструктура станции была значительно расширена с открытием 27 мая 1849 года Большого зала. Он был спроектирован Филипом Чарльзом Хардвиком, сыном автора исходного проекта вокзала, в классическом стиле с кессонным потолком и широкими двойными лестницами, ведущими в административную часть на северном конце. Зал имел 38 м в длину, 19 м в ширину и высоту потолка 19 м. Скульптор Джон Томас создал для украшения зала восемь аллегорических статуй, представляющих города, обслуживаемые линией. Станция располагалась на Драммонд-стрит, дальше от Юстон-роуд, чем современный комплекс. Драммонд-стрит сейчас упирается в вокзал, а ранее проходила перед его фасадом. От Юстон-сквер в сторону арки вела короткая улица под названием Юстон-гроув.
Дополнительная боковая платформа (позже получившая номер 7) открылась в 1863 году и использовалась для местных перевозок в Кенсингтон. В 1873 году были построены ещё две платформы (1 и 2) с отдельным въездом для кэбов с Сеймур-стрит. В том же году крыша станции была приподнята на 1,8 м для более лёгкого удаления дыма паровозов.
Продолжающийся рост междугородных железнодорожных перевозок привел к значительному расширению западной стороны станции, начавшегося в 1887 году. При реконструкции часть Кардингтон-стрит была перенесена на место кладбища у церкви Святого Иакова на Пикадилли. Чтобы избежать возмущения общественности, останки были перезахоронены на кладбище Сент-Панкрас. Две дополнительные платформы (4 и 5) открылись в 1891 году, ещё четыре платформы отправления (ныне платформы с 12 по 15) открылись 1 июля 1892 года. В результате на вокзале действовало 15 платформ, а также отдельная касса на Драммонд-стрит.
Между 1901 и 1906 годом были построены дополнительные пути между Юстоном и Камденом. В 1914 году открылся новый зал бронирования, занявший часть двора для кэбов. Большой зал был полностью отремонтирован и переоформлен в период с 1915 по 1916 год, а затем в 1927 году. В 1923 году управление вокзалом перешло London, Midland and Scottish Railway (LMS).
Помимо зданий на Юстон-роуд и статуй, которые сейчас выставлены на переднем дворе, от старой станции сохранилось ещё несколько объектов. В коллекция Национального железнодорожного музея в Йорке находятся статуя Джорджа Стефенсона из Большого зала работы Эдварда Ходжеса Бейли, входные ворота Юстонской арки и поворотный круг 1846 года, обнаруженный при сносе старого здания вокзала.

### Реконструкция при LMS
К 1930-м годам Юстонский вокзал оказался перегружен, и LMS рассматривала возможность его реконструкции. В 1931 году сообщалось, что ищется место для новой станции, причем наиболее вероятный вариант — позади существующей станции в направлении Камден-Тауна. В 1935 году LMS объявила, что станция (включая гостиницу и офисы) будет перестроена с использованием государственных гарантии по кредиту.
В 1937 году к созданию проекта новой станции приступил архитектор Перси Томас. Он предложил здание в американском стиле, при этом Юстонская арка должна была быть снесена или перенесена, а вдоль Юстон-роуд возведены административные здания с вертолетной площадкой на крыше. Работы по перестройке начались 12 июля 1938 года, когда был выкопан котлован под новое здания и построены квартиры для переселения людей. Но из-за начала Второй мировой войны проект был заморожен на неопределённый срок.
Во время бомбардировок в 1940 году в станцию несколько раз попадали бомбы. Часть крыши Большого зала была разрушена, а бомба, упавшая между платформами 2 и 3, разрушила офисы и часть отеля.

### Новая станция
К 1950-м годам пассажиры считали Юстонский вокзал запущенным и покрытым копотью, что привело к полной реставрации в 1953 году. Были модернизированы билетные автоматы. Вокруг арки в этому времени выросли новые дома и торговые точки, она также нуждалась в реставрации
В 1959 году British Railways объявили о необходимости полной перестройки Юстона, чтобы полностью электрифицировать главную линию Западного побережья. Из-за тесного расположения путей и туннелей на северном конце расширение могло быть осуществлено только за счёт продвижения на юг, на территорию, занимаемую Большим залом и аркой. В результате Совет Лондонского графства получил уведомление, что арка и Большой зал будут снесены. Разрешение было дано при условии, что арка будет восстановлена. Но финансово такой вариант не был оправдан, поскольку, по оценке British Railways, он бы обошёлся как минимум в 190 000 фунтов стерлингов (5 340 000 фунтов стерлингов в ценах 2017 года).
О сносе Арки официально объявил министр транспорта Эрнест Марплс в июле 1961 года, что сразу же это привело к массовым протестам. Эксперты не приняли оценку стоимости в 190 000 фунтов стерлингов и предположили, что иностранные фирмы могут перевезти арку на роликах за меньшую сумму. Граф Юстон, граф Росс и Джон Бетчеман протестовали против сноса. 16 октября 75 архитекторов и студентов устроили официальную демонстрацию против сноса внутри Большого зала, а неделю спустя Чарльз Уиллер возглавил делегацию для переговоров с премьер-министром Гарольдом Макмилланом. Макмиллан ответил, что, помимо стоимости, под перенос арки нет места, на котором она бы гармонично вписывалась в окружающее пространство. Снос начался 6 ноября и был завершен в течение четырёх месяцев. С 1996 года выдвигались предложения по восстановлению арки в рамках запланированной реконструкции станции, в том числе при рассмотрении проекта конечной остановки высокоскоростной линии High Speed 2.
Новая станция была построена компанией Taylor Woodrow Construction по проекту архитекторов лондонско-мидлендской зоны British Railways Уильяма Роберта Хедли и Рэя Муркрофта при консультативной поддержке Richard Seifert &amp; Partners. Реконструкция началась летом 1962 года. Работы начались в восточной части станции и постепенно двигались на запад. После сноса Большого зала администрация вокзала и билетные кассы были размещены во временном здании площадью более 1000 м². Проектом предусматривалось, что вокзал будет работать на 80 % мощности во время проведения работ, и на любом этапе не менее 11 платформ будут обслуживать пассажиров. Поезда по возможности были перенаправлены на другие вокзалы, но на протяжении всего периода работ станция продолжала действовать.
На первом этапе строительства было возведено 18 новых платформ, центр сигнализации и связи и различные административные помещения. Грузовая платформа была усилена 5 500 тоннами металлоконструкций. Сигнализация на основных маршрутах, ведущих со станции, была полностью переработана вместе с электрификацией линий, была внедренаавтоматическая система предупреждения British Rail. Пятнадцать платформ были построены к 1966 году, а полная электрификация была осуществлена 3 января. Полностью автоматизированная почтовая станция, расположенная над платформами с 3 по 18, открылась 7 августа 1966 года. Новую станцию открыла королева Елизавета II 14 октября 1968 года.
Новое здание представляет собой длинное, низкое строение шириной 61 м, 46 м длиной и 11 м высотой. Изначально в здание были встроены автоматические билетные кассы и большое количество торговых точек, что впервые было реализовано на британской станции.
Первоначальный план предполагал строительство над вокзалом коммерческих площадей, сдача в аренду которых должна была возместить расходы на реконструкцию, но в 1963 году была опубликована правительственная «Белая книга», ограничивающая темпы развития коммерческих офисов в Лондоне, и план не был реализован.
В 1966 году была отменена политика найма охранников станции только из числа европейцев, что стало результатом дела Асквита Ксавьера, мигранта из Доминики, которому было отказано в повышении. Ситуацию рассматривал парламент и тогдашний министр транспорта Барбара Касл.
Второй этап развития станции компания Richard Seifert & Partners начала в 1979 году. Вокзал получил дополнительные 37 626 м² административных площадей в виде трёх невысоких башен с видом на Мелтон-стрит и Эвершолт-стрит. В офисах размещались British Rail, затем Railtrack, и, наконец, Network Rail, которая в итоге перевела работников в комплекс Quadrant:MK, оставив за собой лишь небольшую часть одной из башен. Новые здания выполнены в функциональном стиле и облицованы тёмным полированным камнем, дополненным белой плиткой, участками необлицованного бетона и гладким остеклением.
На станции построен один большой конкорс, отделённый от перронов. Изначально в нём не было мест для сидения, чтобы не привлекать бродяг и преступников, но после жалоб пассажиров они были установлены. От старой станции остались два строения из портлендского камня у входа и мемориал Первой мировой войны. На привокзальной площади установлена статуя Роберта Стефенсона работы Карло Марочетти, ранее находившаяся в старом кассовом зале.
Перед внутренним двором находится большая статуя «Пискатор» работы Эдуардо Паолоцци, посвященная немецкому театральному директору Эрвину Пискатору. В 2016 году сообщалось, что состояние статуи ухудшается. В 1990 году Network Rail установила по периметру двора низкие каменные скамейки, созданные Поле де Моншо. На станции открыты пункты общественного питания и магазины, большой кассовый зал и крытая автостоянка на более чем 200 мест. Платформы имеют только искусственное освещение, в чём они проигрывают традиционным вокзалам викторианской эпохи с застекленными крышами. Однако такое решение позволило использовать пространство над путями для склада посылок и высвободило максимальное пространство на нижнем уровне для платформ и размещения пассажиров.

### Приватизация
В 1994 году право собственности на станцию перешло от British Rail к Railtrack. С 2002 года, после банкротства Railtrack, ей владеет Network Rail. В 2005 году Network Rail, как сообщалось, планировала в дальней перспективе перестроить станцию, убрав здания 1960-х годов и создав коммерческие площади за счёт использования «прав на воздух» над платформами.
В 2007 году компания British Land объявила, что выиграла тендер на реконструкцию станции на сумму около 250 млн фунтов стерлингов из общего бюджета на реновацию в 1 млрд фунтов стерлингов. По плану количество платформ должно было увеличиться с 18 до 21. В 2008 году сообщалось, что будет восстановлена Юстонская арка. В сентябре 2011 года снос вокзала был отменён, компания Аэдас получила подряд на ремонт станции.
В июле 2014 года на Юстонском вокзале была открыта статуя мореплавателя и картографа Мэтью Флиндерса, который совершил кругосветное путешествие и нанёс на карту Австралию. По слухам, его могила находилась под платформой 15, но была перенесена во время строительства станции, а в 2019 году была обнаружена за пределами станции во время работ на линии High Speed 2.

### High Speed 2
В марте 2010 года министр транспорта Эндрю Адонис объявил, что Юстон рассматривается как наилучший кандидат в качестве южной конечной станции будущей линии High Speed 2, которая соединит недавно построенную станцию на Керзон-стрит и станцию на Фазели-стрит в Бирмингеме. Для размещения новых длинных платформ потребуется расширение вокзала на юг и запад. Подготовка к строительству включала в себя снос 220 квартир Камдена. После реконструкции половина вокзала продолжит обслуживать обычные поезда, а другая половина переключится на новые высокоскоростные поезда. В проектной документации упоминалось восстановление Юстонской арки и был приведён рисунок вокзала после реконструкции.
После реконструкции Юстон получит 24 платформы, обслуживающие как высокоскоростные, так и обычные линии. Над платформами вместо снесённых домов будут построены новые помещения. Перестройке подвергнется и станция метро Юстон, которая получит переход на Юстон-Сквер. С учётом дальнейшего продления High Speed 2 за Бирмингем, администрация мэра Лондона предположила, что необходимо будет построить новую линию Crossrail 2 через Юстон, чтобы принять 10 000 дополнительных пассажиров, которые, как ожидается, будут ежедневно прибывать на Юстонский вокзал.
Чтобы уменьшить загруженность вокзала во время и после постройки линии и перронов High Speed 2, компания HS2 Ltd предложила перенаправить часть поездов на будущую станцию Олд-Ок-Коммон (с пересадкой на Crossrail). Всего маршрут должны изменить восемь пригородных поездов в час со станций между Трингом и Милтон-Кейнс-Централ включительно. В 2016 году мэр Лондона Садик Хан одобрил планы и предложил направлять все поезда до Олд-Ок-Коммон, пока не будет найдено приемлемое решение для Юстона.
Принятая схема не обеспечивает прямого доступа с High Speed 2 на Юстонском вокзале на платформы High Speed 1 на соседнем вокзале Сент-Панкрас. В 2015 году было объявлено о планах связать две станции с помощью траволаторов. В мае и июне 2019 года для проведения подготовительных работы были закрыты платформы 17 и 18.
В рамках подготовки к началу проходческих работ на подходе к Юстону в 2019 году были снесены здания вагоноремонтного депо Юстон-Даунсайд.
В январе 2019 года начался снос двух административных башен 1979 года постройки, расположенных перед вокзалом, снос завершился в декабре 2020 года. Третья башня по адресу Эвершолт-стрит, 1, под снос не попала. Также были снесены две гостиницы на Кардингтон-стрит, примыкающие к вокзалу с запада.
21 августа 2019 года Министерство транспорта выпустило приказ о независимой проверке проекта комиссией под председательством британского инженера-строителя Дугласа Окерви. Доклад Окерви был опубликован 11 февраля 2020 года вместе с заявлением премьер-министра, что строительство High Speed 2 продолжится в полном объёме. Один из выводов доклада заключался в том, что предложенный проект реконструкции станции «неудовлетворительный», «управление всем проектом Юстон запутано, текущие механизмы управления станцией Юстон необходимо изменить». Летом 2020 года правительство попросило председателя Network Rail Питера Хенди возглавить надзорный совет. В октябре 2020 года журнал Architects' Journal сообщил, что на инженерное и архитектурное проектирование новой станции уже потрачено более 100 млн фунтов стерлингов.

## Критика
Стиль архитектуры Юстонского вокзала 1960-х годов постройки был описан как «грязное, серое, горизонтальное ничто», отражение «безвкусного гламура своего времени», полностью лишенный «чувства предоставленных возможностей, приключения, которое великий викторианский вокзал дарил путешественникам». Ричард Моррисон в своей статье в The Times заявил, что «даже по мрачным стандартам архитектуры шестидесятых годов Юстон — одна из самых отвратительных бетонных коробок Лондона: лишенная каких-либо декоративных достоинств; по-видимому, созданная для того, чтобы вызвать максимум беспокойства у пассажиров; болезнь окружающих улиц. Этот проект никогда не должен был сойти с чертёжной доски — если вообще когда-либо мог на неё попасть. Создается впечатление, что его нацарапал бандит-андроид на обратной стороне грязного бумажного пакета с ненавистью к человечеству и вампирским отвращением к солнечному свету». Майкл Пейлин, исследователь и писатель-путешественник, в своей части книги Great Railway Journeys под названием «Признания путешественника» в 1980 году сравнил здание вокзала с «большой ванной, полной гладких, скользких поверхностей, где людей можно эффективно прополаскивать».
Доступ к некоторым частям станции затруднен для людей с ограниченными физическими возможностями. Внедрение в 2010 году лифтов сделало стоянку такси и станцию метро доступными из конкорса, однако лифты оказались ненадежны и часто ломались. В 2015 году на вокзале была внедрена технология Wayfindr, помогающая ориентироваться людям с нарушениями зрения.
Снос старого здания вокзала в 1962 году описывалось как «один из величайших актов послевоенного архитектурного вандализма в Великобритании» и, как считается, он был одобрен непосредственно Гарольдом Макмилланом, первым из череды премьер-министров, выступавших за строительство автострад. Новая крыша располагалась низко и была плоской, что контрастировало с просторностью навесов главных железнодорожных вокзалов Лондона XIX века. Попытки сохранить раннее здание, защищаемое Джоном Бетджеманом, привели к формированию Викторианского общества и предвосхитили современное движение по защите исторического наследия. Это движение спасло находящийся по соседству готический вокзал Сент-Панкрас, который также собирались снести в 1966 году. В конечном итоге, он был отреставрирован в 2007 году и стал конечной станцией маршрута на континент.

## Происшествия
26 апреля 1924 года электропоезд столкнулся с задней частью поезда, перевозившего болельщиков с финала Кубка Англии в Ковентри. Пятеро пассажиров погибли. Причиной аварии была плохая видимость из-за дыма и пара под мостом на Парк-стрит.
27 августа 1928 года пассажирский поезд врезался в буферный упор. Пострадало 30 человек.
10 ноября 1938 года пригородный поезд столкнулись с пустыми вагонами из-за неверной интерпретации сигнала. Пострадало 23 человека.
6 августа 1949 года пустой поезд случайно направили навстречу поезду из Манчестера. Столкновение произошло на скорости менее 10 км/ч. Причиной аварии названо отсутствие рельсовой цепи и надлежащей индикации, что платформа занята.

### Атака ИРА 1973 года
Обширный, но поверхностный ущерб был нанесен Юстонскому вокзалу бомбой ИРА, которая взорвалась около закусочной примерно в 13:10 10 сентября 1973 года, ранив восемь человек. Аналогичное взрывное устройство сработала 50 минутами ранее на вокзале Кингс-Кросс. За несколько минут до взрыва было получено предупреждение, но полностью эвакуировать станцию не удалось, хотя большая часть территории была очищена. В 1974 году психически больная Джудит Уорд призналась во взрыве и была признана виновной в этом и других преступлениях, несмотря на то что доказательства против неё были не слишком надёжными и впоследствии Уорд от признания отказалась. Она была оправдана в 1992 году, истинный виновник не установлен.

## Лондонское метро
Юстон плохо обслуживалась ранней сетью лондонского метро. Ближайшей станцией была Гауэр-Стрит на линии Метрополитен, расположенная примерно в пяти минутах ходьбы. Непосредственный доступ в метро появился только 12 мая 1907 года, когда City &amp; South London Railway продлила линию на запад от Эйнджел. Charing Cross, Euston & Hampstead Railway открыла смежную станцию Юстон 22 июня того же года, эти две станции теперь являются частью Северной линии. Станция Гауэр-Стрит была в ответ переименована в Юстон-Сквер. Переход на линию Виктория открылся 1 декабря 1968 года.
Подземную сеть вокруг Юстона планируется изменить при строительстве High Speed 2. Transport for London (TfL) планирует изменить защищенный маршрут для предлагаемой линии Челси — Хакни, чтобы включить Юстон между Тоттенхэм-Корт-Роуд и Кингс-Кросс Сент-Панкрас. В рамках проекта предлагается объединить Юстон и Юстон-Сквер в единую станцию метро.